# Рудник Јерма
Рудник Јерма је био рудник у селу Ракита у општини Бабушница  у коме се радила експлоатација каменог угља. Рудник је почео са радом 1924. године а затворен је 1963. године. Од 1926. године ово предузеће, чији је оснивач била Есконтна банка Београд, већинског власника Драгише Матејића, добија назив А.Д. Јерма. Саграђена је 1926. године и пруга уског колосека ради искоришћавања каменог угља и зграда дирекције.

## Почетак рада
После свих многих истраживања и припрема, рудник је, са малим бројем радника, почео да вади угаљ 1925. године. Тада пруга још није била завршена, вађене количине су складиштене напољу, а истовремено уговарана продаја потенцијалним купцима. Процена инжењера била је да је количина наслага довољна за експлоатацију близу 30—50 година. Подаци о откривеним наслагама, квалитету и осталом објављени су у „Рударском веснику” број 258, у Димитровграду, почетком 1929. године. Од 1926. године када је железница почела да ради а продаја купцима ишла добро, до 1930. године радило је око 2.000 рудара. Први директор рудника био је инжењер Милорад Петровић, од 1926. родом из Тополе.
Почело је транспортовање угља до Сукова, а у међувремену су монтиране и сепарација и брикетница. Испорука потрошачима је
ишла убрзаније јер се број радника свакодневно повећавао. Поменути број рудара задржан је до почетка 1932. године. За успешно функционисање експлоатације направљене су и две брензе, чији је задатак да угаљ из ревира малим вагонетима извлаче и убацују у  вагоне. Формирана је и група грађевинара и тесара, чији је задатак био обезбеђење да не долази до урушавања стена. Та група је стручно и одговорно обављала задатак заштите, тако да се за сво време рада рудника није десило урушавање, односно угрожавање радника. Постојала је и посебна екипа минера, стручних и обучених, чији је једини задатак био отпуцавање у јамама.
Рудник је априла месеца 1929. године посетио краљ Александар I Карађорђевић.

## После 1930. године
Током 1932. године, рудник је са довољним количинама каменог угља, финансирала држава, а акционари повукли своје акције. У то време рудник је добио име Јерма Габерник. Други део имена дат је по једној малој речици која извире у Бугарској, прелази преко Бурела и улива се испред Димитровграда у реку Гинску.
Године 1933. иако је рудник са свим осталим системима функционисао, дошло је до привременог затварања, и није радио све до 1937. године. Ово је учињено због тога што је те године река Јерма, од топљења снега и великих киша, била толико набујала, да је однела мост код Трнских Одороваца, и низводно на више места делове пруге. Већ у то време Јермин камени угаљ користиле су све Железаре, цементаре, циглане, стакларе, кречане, електричне централе, топионице.
Због тог прекида, Управа рудника је помогла радницима да се распореде по другим рудницима, у унутрашњости земље. Само два рудара
нису прекидала рад, који су вадили угаљ за потребе малог Ћире (воза), који није прекидао саобраћај.
По стишавању воде, нови мост на Јерми код Одороваца је градио инжењер Варионов, специјалиста за мостове — Рус. Дошао је почетком 1937. године и под његовим руководством је направљен нови мост на Јерми. Изврсно је сарађивао са Ђорђем Златковићем, који је био главни стручњак и најодговорнији за изградњу пруге Бело Поље—Ракита.
Године 1938. је рудник прекинуо рад због финансијских и других тешкоћа.
За време Другог светског рата и окупације Бугара, рудник је припојен руднику у Пернику. Међутим, извозили су дрвну грађу пругом до границе. Почетком 1943. Бугари су довели струју у Ракиту, директно из Перника. Одмах по окупацији, руководство рудника је напустило Ракиту, за њим су и многи рудари отишли у друге руднике широм Југославије, а
одређен број је отишао на рад у Пернички рудник. У току 1942, Бугари су делимично тампонирали пут Трн—Трнски Одоровци—Звонце. Идеја која је обелодањена почетком наредне године била је да се на том путу постави пруга, чијим краком би се возио ситни угаљ и пречишћавао у сепарацији, која би била монтирана у Трну. Међутим, током 1943. се одустало од тога јер су Бугари већ сумњали да морају да беже из окупираног дела Југославије. 
За време окупације Ћира је редовно саобраћао, превозећи грађу и огревно дрво за Бугарску. Други задатак му је био, да од Сукова, односно Белог Поља, преузима од возова из Бугарске војнике, наоружање, храну и друге ратне потребе, и преко Звонца и Раките шаље својим јединицама на фронту.
Почетком 1946. године је рудник поново био у рукама Југославије. Многи рудари из рудника у унутрашњости и рудника у Бугарској враћају се Јерми. За принудног управника одређен је Петар Трифуновић, технички управник је инжењер Владимир Шахов, прометни управник је дипломирани технолог Стефан Мафијенко, а управник железнице је остао Петар Ранчић. Главни књиговођа рудника је био Никола Ђорђевић.
Година 1947. је била одлична са скоро 700 запослених радника. Али 1948. године, са појавом Информбироа, ситуација се умногоме погоршала. Почетком 1949. године, Бугари су укинули струју руднику Јерма. Педесетих година су се смањивале плате запосленима и у руднику и на железници и тако се број радника и смањивао.
Међутим, и поред свих напора да се уведе нормално стање и редовна производња у руднику, није ишло. Дана 13. новембра 1951. године, одлучено је да се рудник затвори.

## Нова Јерма
Генерал Живојин Николић Брка је показао интересовање за рудник и његово поновно отварање. Саставио је комисију стручних лица са министром тадашњим који су обишли тај крај и донета је одлука да се рудник поново отвори 1955. године. Рудник је добио и ново име — Нова Јерма.
Доведена је Геосонда из Загреба, као специјализована и опремљена фирма за истраживачке послове. Задатак је био да се на више места у реону рудника, односно, Ракити и Вучиделу, Звонцу, Ветрену, Великој Лукању, Валничу и другим местим, врше квалитетна истраживања у циљу откривања угља или било каквих руда и о томе води евиденција.
На сваком брду где су вршена бушења постављени су торњеви, а на сваком метру дубине бележена је дебљина откривеног слоја угља
или било које руде. Обновљено је испитивање и у старим коповима, али отворено и пуно нових подкопова (Воденичиште, Шипковица, Ветрен, Велика Лукања, Балниш и други). Истраживање је вршено на свим поменутим местима, па и у Великој Лукањи од 1955. до 1961. године. Средином 1955. године било је запослено око 830 радника, у Ветрену око 230. Многи су запрегама, чак и из пиротских, димитровградских и бабушничких села, превозили прагове за нормалну пругу и огревно дрво од Ветрена до пруге. На тим радним местима су биле запослене и жене.
Према налазима стручњака рудника Нова Јерма, залихе угља је имала у том периоду око 20.721.000 тона, а у експлоатацији је 17.613.000. Поред инсистирања на појачаним истражним радовима, на Воденичишту, Валнишу, Ветрену, Поткопу, Великој Лукањи и другим, изграђен је план индустријског колосека Ветрен — пруга (Тасина вуновлачара). Рударски институт у Београду урадио је за рачун Нове Јерме елаборат за хидромеханички начин вађења и транспортовања каменог угља.
Народни одбор општине Бабушница је донео закључак на седници 26. јуна 1962. да рудник престане са радом, да се радницима да моментални отказ и да се обустави саобраћај на прузи и то све због зајмова и дугова рудника.
Скупштина општине Бабушница, на заједничкој седници Општинског већа и Већа радних заједница, од 20. новембра 1963. године донела је коначно решење о преузимању опреме и материјала из ликвидационе масе рудника Нова Јерма у Ракити.